# Sepaktakraw nos Jogos Asiáticos em Recinto Coberto de 2009
As competições de sepaktakraw nos Jogos Asiáticos em Recinto Coberto de 2009 ocorrem entre 31 de outubro e 2 de novembro. Foram disputados os torneios masculino e feminino.

## Calendário
| Outubro/Novembro | 28 | 29 | 30 | 31 | 1 | 2 | 3 | 4 | 5 | 6 | 7 | 8 | Finais |
| ---------------- | -- | -- | -- | -- | - | - | - | - | - | - | - | - | ------ |
| Sepaktakraw      |    |    |    |    |   | 2 |   |   |   |   |   |   | 2      |

## Medalhistas
| Evento    | Ouro | Prata | Bronze                                                                                              | Bronze                                                                                               |
| Masculino | Chaiya Wattano Ekachai Masuk Narachai Chumeungkusol Saharat Ounumpai Thanaiwat Yoosuk Wattana Jaiyan THA Tailândia              | Miftakhul Arief Sugeng Samsul Arifin Suko Hartono Wisnu Dwi Suhantoro Yudi Purnomo INA Indonésia                  | Bahman Abdevali Eslam Gharehmoshk Majed Sarlak Majid Salmani Mohammad Rezaei Mohsen Padidar IRI Irã | Nguyen Quoc Huy Nguyen Thanh Vu Le Ven Manh Pham Viet Thanh Luu Vinh Loi Nguyen Xuan Tung VIE Vietnã |
| Feminino  | Jiraporn Choochuen Kantinan Sochaiyan Kobkul Chinchaiyaphum Srirat Pongsavakul Viparat Ruangrat Wanwisa Pomparsit THA Tailândia | Nguyen Minh Trang Nguyen Thai Linh Nguyen Thi Hoa Nguyen Thi Quyen Trang Tran Thi Thu Hang Cao Thi Yen VIE Vietnã | Alberthin Suryani Dini Mita Sari Hasmawati Umar Jumasiah Nur Qadriyanti INA Indonésia               | Bae Han-Oul Park Keum-Duk Kim Mi-Jin Lee Min-Ju Ahn Soon-Ok Yu Yeong-Sim KOR Coreia do Sul           |

## Resultados

### Masculino
| Pos. | País      | Placar |
| ---- | --------- | ------ |
| 1    | Tailândia | 920    |
| 2    | Indonésia | 650    |
| 3    | Irão      | 570    |
| 4    | Vietname  | 540    |
| 5    | Índia     | 370    |
| 6    | Japão     | 310    |
| 7    | Malásia   | 220    |

| Pos. | País      | Placar |
| ---- | --------- | ------ |
| 1    | Tailândia | 840    |
| 2    | Indonésia | 650    |
| 3    | Irão      | 620    |
| 4    | Vietname  | 590    |
| 5    | Índia     | 340    |
| 6    | Japão     | 330    |
| 7    | Malásia   | 230    |

### Fase eliminatória
2 de novembro
|  | Semifinal | Semifinal | Semifinal |           |           | Final     | Final | Final |  |
|  |           |           |           |           |           |           |       |       |  |
|  | Tailândia | Tailândia | 830       |           |           |           |       |       |  |
|  | Tailândia | Tailândia | 830       |           |           |           |       |       |  |
|  | Vietname  | Vietname  | 540       |           |           |           |       |       |  |
|  | Vietname  | Vietname  | 540       |           | Tailândia | Tailândia | 920   |       |  |
|  |           |           |           |           | Tailândia | Tailândia | 920   |       |  |
|  |           |           | Indonésia | Indonésia | 680       |           |       |       |  |
|  | Indonésia | Indonésia | Indonésia | Indonésia | 680       | 690       |       |       |  |
|  | Indonésia | Indonésia |           |           |           |           |       |       |  |
|  | Irão      | Irão      | 670       |           |           |           |       |       |  |

### Feminino
| Pos. | País          | Placar |
| ---- | ------------- | ------ |
| 1    | Tailândia     | 670    |
| 2    | Indonésia     | 580    |
| 2    | Vietname      | 580    |
| 4    | Coreia do Sul | 300    |
| 5    | Índia         | 200    |

| Pos. | País          | Placar |
| ---- | ------------- | ------ |
| 1    | Vietname      | 710    |
| 2    | Tailândia     | 690    |
| 3    | Indonésia     | 570    |
| 4    | Coreia do Sul | 280    |
| 5    | Índia         | 260    |

### Fase eliminatória
2 de novembro
|  | Semifinal     | Semifinal     | Semifinal |           |          | Final    | Final | Final |  |
|  |               |               |           |           |          |          |       |       |  |
|  | Vietname      | Vietname      | 530       |           |          |          |       |       |  |
|  | Vietname      | Vietname      | 530       |           |          |          |       |       |  |
|  | Coreia do Sul | Coreia do Sul | 250       |           |          |          |       |       |  |
|  | Coreia do Sul | Coreia do Sul | 250       |           | Vietname | Vietname | 570   |       |  |
|  |               |               |           |           | Vietname | Vietname | 570   |       |  |
|  |               |               | Tailândia | Tailândia | 590      |          |       |       |  |
|  | Tailândia     | Tailândia     | Tailândia | Tailândia | 590      | 670      |       |       |  |
|  | Tailândia     | Tailândia     |           |           |          |          |       |       |  |
|  | Indonésia     | Indonésia     | 590       |           |          |          |       |       |  |